# Vestinautilus
Vestinautilus is een geslacht van uitgestorven mollusken, dat leefde tijdens het Vroeg-Carboon.

## Beschrijving
Deze nautiloide koppotige had een los gespiraliseerde schelp met een wijde navel. De schelp bevatte centraal over de flank aan beide zijden een goed waarneembare kam, waarop de sutuurlijnen een naar voren gerichte V-vorm weergaven. De diameter van de schelp bedroeg ongeveer zes centimeter.

## Leefwijze
Dit carnivore, mariene geslacht was een bodembewoner van het continentale plat. Het was een minder goede zwemmer.